# Mark Lawrenson
Mark Thomas Lawrenson (ur. 2 czerwca 1957 w Penwortham) – irlandzki piłkarz angielskiego pochodzenia. Grał na pozycji obrońcy m.in. w Liverpoolu. Po zakończeniu kariery został ekspertem w telewizji BBC. Urodził się w Anglii, ale grał w reprezentacji Irlandii, gdyż jego dziadek Thomas Crotty urodził się w Waterford.

## Kariera

### Preston i Brighton
Ojciec Marka, Tom, był skrzydłowym w Preston North End. Zawsze chciał pójść w ślady ojca, ale jego matka, Teresa, chciała by został księdzem. Rozpoczął swoją karierę jako 17-latek w Preston North End, którego trenerem był Bobby Charlton. Trener Preston (i były bramkarz reprezentacji Irlandii) Alan Kelly był świadomy jego powiązań z Irlandią i poinformował o tym ówczesnego selekcjonera reprezentacji Johnny’ego Gilesa. Solidne występy Lawrensona sprawiły, że został powołany do zespołu reprezentacji Irlandii. Zadebiutował 24 kwietnia 1977 roku na Dalymount Park w meczu towarzyskim przeciwko Polsce, a mecz zakończył się bezbramkowym remisem. Zakończył sezon zdobywając nagrodę Gracza Sezonu 1976/77 w Preston North End.
Po rozegraniu 73 spotkań w Preston, przeniósł się do Brighton & Hove Albion przed rozpoczęciem sezonu 1977/78 za kwotę 100 tysięcy funtów. Brighton przebiło ofertę Liverpoolu, który również był zainteresowany pozyskaniem 19-latka. Lawrenson zadebiutował w Brighton 20 sierpnia 1977 roku w zremisowanym 1-1 spotkaniu z Southampton. Ustatkował się w klubie i rozegrał 40 spotkań w lidze w swoim pierwszym sezonie. Do końca sezonu 1980/81 zagrał w 152 ligowych meczach dla klubu, jednak został zmuszony do odejścia, kiedy klub dopadł kryzys finansowy. Wiele klubów było zainteresowane pozyskaniem Lawrensona, po jego dobrych występach w Preston i Brighton, ale to menedżer Liverpoolu, Bob Paisley zdobył jego podpis.

### Liverpool
Liverpool zaoferował rekordowe 900 tysięcy funtów i Lawrenson dołączył do zespołu latem 1981 roku. Uformował wspaniałe partnerstwo w defensywie z Alanem Hansenem, po tym jak Phil Thompson doznał kontuzji. Często grał również na bocznych pozycjach obrony lub w pomocy.
Lawrenson zadebiutował w The Reds na pozycji lewego obrońcy w przegranym 1-0 spotkaniu z Wolverhampton Wanderers na Molineux, 29 sierpnia 1981 roku. Trafił swojego pierwszego gola miesiąc później, 30 września, podczas spotkania przeciwko fińskiemu zespołowi - Oulun Palloseura na Anfield. Lawrenson wszedł na miejsce Raya Kennedy’ego w 64 minucie, a trafił w 72 minucie gry.
W pierwszym sezonie Lawrensona, Liverpool wygrał ligę i Puchar Ligi. Przez kolejne dwa sezony klub powtórzył to osiągnięcie i stał się dopiero trzecim zespołem w historii, który wygrał trzy tytuły z rzędu. Zdobyli również swój czwarty Puchar Europy w 1984 roku.
Lawrenson doznał kontuzji na trzy tygodnie przed finałem Pucharu Europy w 1985 roku. Zaczął mecz, ale odnowił mu się uraz i zszedł po kilku minutach gry.
Jego kariera w Merseyside zakończyła się z dorobkiem 322 spotkań i 18 golami we wszystkich rozgrywkach.

## Sukcesy

### Liverpool
- Mistrzostwo Anglii: 1982, 1983, 1984, 1986 i 1988
- FA Cup: 1986
- Puchar Europy: 1984
- Puchar Ligi: 1982, 1983 i 1984
- Tarcza Wspólnoty: 1982 i 1986